# ويليام بي ليفين
ويليام بي ليفين (بالإنجليزية: William P. Levine)‏ هو شخصية أعمال أمريكي، ولد في 1 يوليو 1915 في دولوث في الولايات المتحدة، وتوفي في 29 مارس 2013 في هايلاند بارك في الولايات المتحدة بسبب فشل تنفسي.